# Chionea (Chionea) mirabilis
Chionea (Chionea) mirabilis is een tweevleugelige uit de familie steltmuggen (Limoniidae). De soort komt voor in het Palearctisch gebied.